# Čierny Váh (osada)
Čierny Váh (česky Černý Váh) je místní část slovenské obce Kráľova Lehota v okrese Liptovský Mikuláš.
Osada leží na soutoku Černého Váhu s Ipolticí, nad vtokem Černého Váhu do stejnojmenné přehrady v Čiernovážské dolině, v nadmořské výšce 741 m n. m., 11 km východně od Kráľovy Lehoty. Na severu ji obklopují Kozie chrbty, na jihu Nízké Tatry.
Lesnícká osada je poprvé připomínána v roce 1808, vedla sem Povážská lesní železnice, která měla v osadě zastávku a od hlavní tratě se zde oddělovala vedlejší trať vedoucí do doliny Ipoltice. V rocu 1944 probíhaly v okolí osady těžké boje mezi partyzány a nacistickou německou armádou. Stojí zde pomník věnovaný padlým partyzánům.
Nachází se na silnici, která sleduje tok Černého Váhu z Kráľovy Lehoty do Šuňavy a Liptovské Tepličky, kterou je však průjezd zakázán.
Osadou prochází modře značkovaná turistická cesta, která vychází od železniční stanice Východná, pokračuje přes sedlo Muránsko (1 080 m n. m.), osadu Muránska a dále údolím Ipoltice do sedla Priehybka (1 555 m n. m.) v hlavním hřebeni Nízkých Tater.